# Herb Pińczowa
Herb Pińczowa – jeden z symboli miasta Pińczów i gminy Pińczów w postaci herbu.

## Wygląd i symbolika
Herb przedstawia w polu błękitnym rozszczepioną rogacinę, rozdartą u dołu, złotą. 
Według Herbarza miast polskich Plewaki i Wanaga jest to jedna z wersji herbu szlacheckiego Ogończyk, którym pieczętował się biskup Piotr Myszkowski, założyciel miasta. Jednak Piotr Myszkowski był herbu Jastrzębiec, zaś według Gumowskiego, który opierał się na pieczęciach miejskich, pierwotnym herbem miasta były dwa haki.